# Gerhard Schröder (polityk CDU)
Gerhard Schröder (ur. 11 września 1910 w Saarbrücken, zm. 31 grudnia 1989 w Kampen) – niemiecki prawnik i polityk, członek Unii Chrześcijańsko-Demokratycznej, minister spraw wewnętrznych (1953-1961), minister spraw zagranicznych (1961-1966) i minister obrony (1966-1969).

## Życiorys
Urodził się w Saarbrücken w rodzinie pochodzących z Fryzji Wschodniej urzędnika kolejowego Jana Schrödera (1882–1945) i jego żony Antiny Duit (1885–1972). W 1921 roku wraz z rodzicami przeniósł się do Trewiru, gdzie zdał w 1929 roku egzamin maturalny.

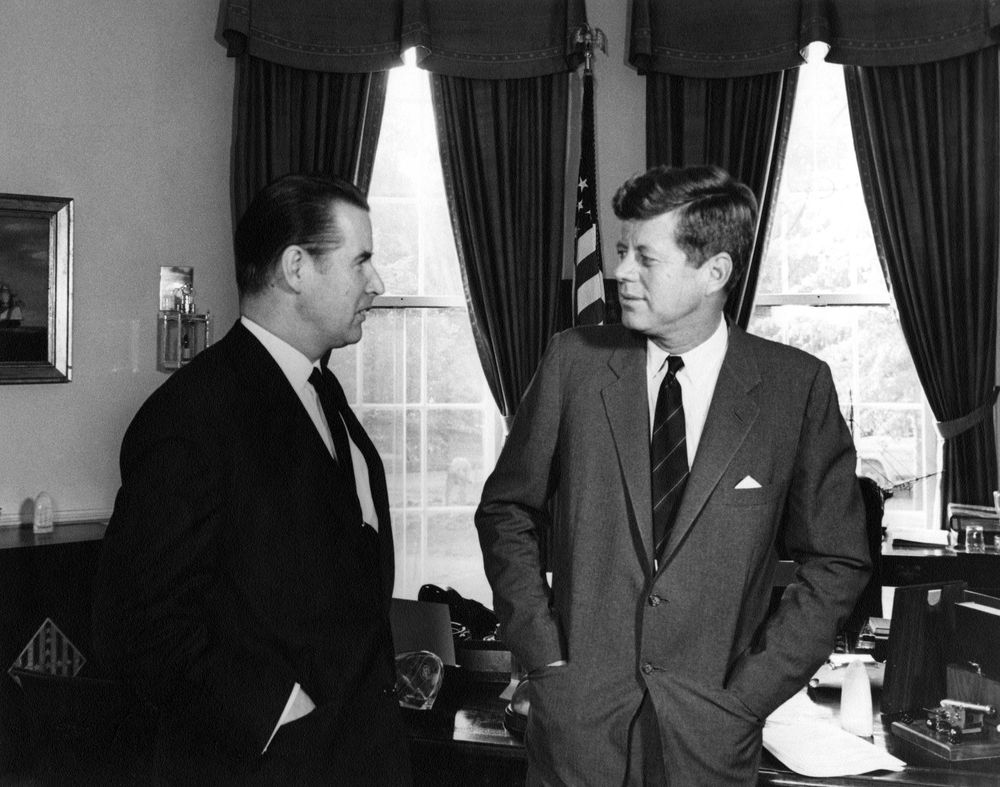
Gerhard Schröder i prezydent USA John F. Kennedy, Waszyngton, 1962

Następnie studiował prawo w Królewcu, Edynburgu, Berlinie i Bonn, zdając w 1932 r. pierwszy, a w 1936 roku drugi egzamin prawniczy. Podczas studiów zaangażował się w działalność konserwatywno-liberalnej Deutsche Volkspartei. W 1934 r. uzyskał tytuł doktora nauk prawnych na Uniwersytecie Fryderyka Wilhelma w Bonn. Od 1934 do 1936 r. pracował jako referent w berlińskim Kaiser-Wilhelm-Institut für Ausländisches und Internationales Privatrecht. Następnie praktykował jako asesor adwokacki.
We wrześniu 1939 został wcielony do Wehrmachtu i przeszkolony jako radiotelegrafista. W 1941 r. został skierowany wraz z oddziałem do okupowanej Danii, a następnie na front wschodni, gdzie został ranny. Po wyzdrowieniu został w 1943 r. wysłany jako instruktor radiowy w okolice Berlina. Był internowany w brytyjskim obozie jenieckim w pobliżu Bad Segeberg, gdzie pełnił również funkcję tłumacza. W czerwcu 1945 został zwolniony z niewoli.
W 1945 r. należał do współzałożycieli CDU. W latach 1945–1947 był radcą w landowym ministerstwie spraw wewnętrznych Nadrenii Północnej-Westfalii. W 1949 roku z list CDU zdobył mandat do Bundestagu. Od 1952 do 1953 r. był przewodniczącym frakcji poselskiej CDU/CSU.
Schröder sprawował następnie funkcję ministra spraw wewnętrznych Niemiec w latach 1953–1961 oraz ministra spraw zagranicznych od 1961 do 1966 roku w gabinecie kanclerza Konrada Adenauera oraz Ludwiga Erharda. Od 1966 roku był członkiem rządu kanclerza Kurta Georga Kiesingera, kierując resortem obrony narodowej.

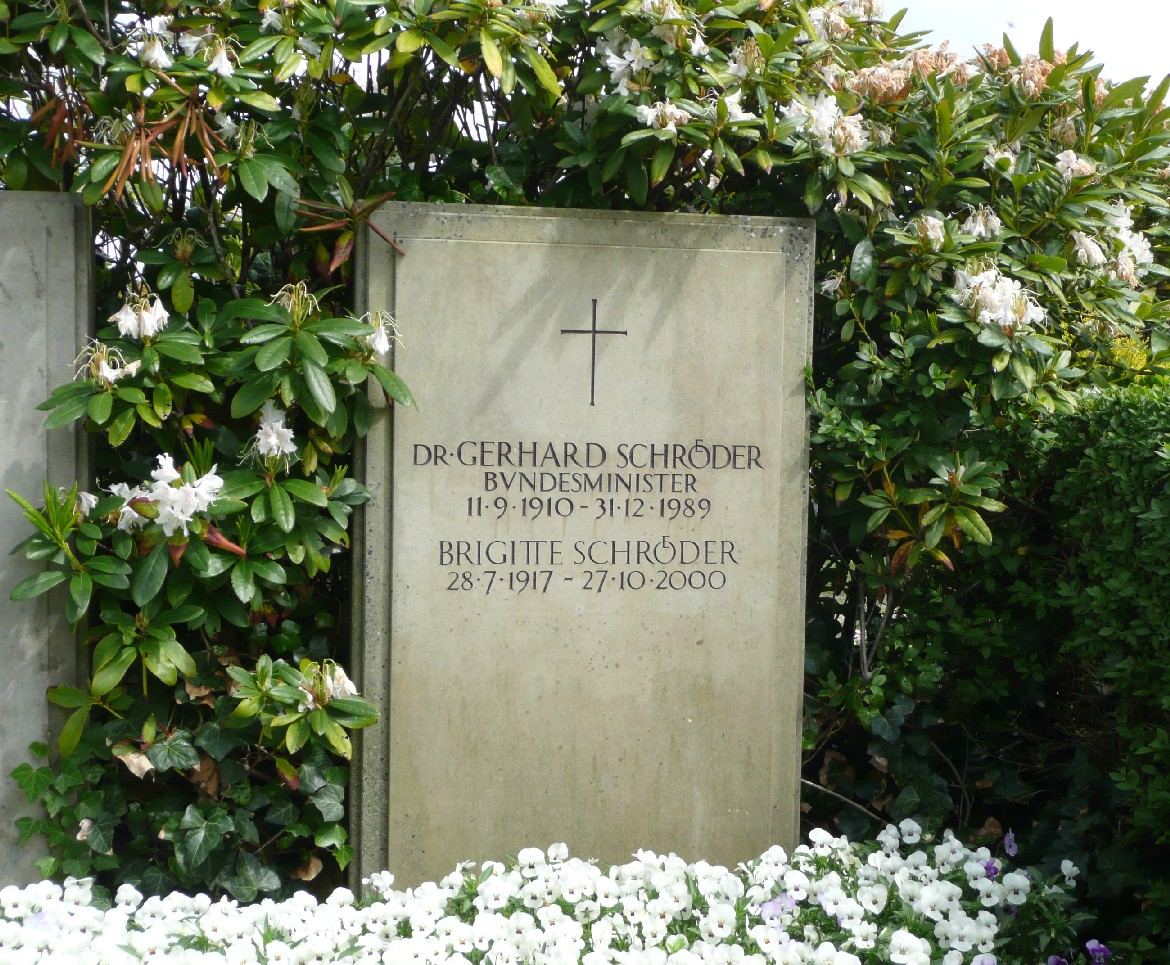
Grób Gerharda Schrödera i jego żony na cmentarzu na Sylcie

W kolejnych wyborach parlamentarnych ponownie zdobywał mandat deputowanego do Bundestagu, a od 1969 do 1980 r. pełnił funkcję przewodniczącego parlamentarnej Komisji spraw zagranicznych. W wyborach parlamentarnych w 1980 r. nie ubiegał się o kolejną kadencję i wycofał z aktywnej polityki.
Był przewodniczącym Niemieckiego Towarzystwa Fotograficznego (niem. Deutsche Gesellschaft für Photographie).
Schröder zmarł 31 grudnia 1989 roku w swoim domu w Kampen na wyspie Sylt. Po jego śmierci niemiecki parlament uhonorował go państwową uroczystością pożegnalną w sali plenarnej. Gerhard Schröder został pochowany na przykościelnym cmentarzu w Keitum na Sylcie.
W 1941 roku zawarł związek małżeński z Brigitte Landsberg (1917–2000). Para miała troje dzieci.